# Gerwald Claus-Brunner
Gerwald Claus-Brunner (19 tháng 5 năm 1972 – 19 tháng 9 năm 2016) là một chính khách người Đức và là thành viên của Đảng Hải tặc Berlin, một chi nhánh của Đảng Hải tặc quốc gia. Ông vào quốc hội Berlin khi đảng Hải tặc giành được 15 ghế trong bầu cử bang Berlin 2011.

## Qua đời
Claus-Brunner được tìm thấy đã chết vào ngày 19 tháng 9 năm 2016 cùng với một người đàn ông 29 tuổi Jan Mirko L. trong một vụ giết người tự sát rõ ràng.
Khám nghiệm tử thi cho kết quả là Claus-Brunner đã tự sát và người đàn ông 29 tuổi đã bị giết vài ngày trước đó. Vào ngày 21 tháng 9, một dịch vụ bưu kiện đã đưa một bưu kiện không gửi được cho cảnh sát; Claus-Brunner đã gửi nó cho một người bạn đồng hành lâu năm. Bưu kiện chứa một lá thư trong đó Brunner thú nhận đã giết chết người đàn ông. Brunner đã yêu ông ta; Tweet twitter cuối cùng của Brunner là một bức ảnh của người đàn ông đó.